# Kristen (tipografía)
Kristen es una familia tipográfica de dos tipografías diseñadas por George Ryan para International Typeface Corporation. Se inspiró en un menú escrito a mano de un café en Cambridge, Massachusetts, y se asemeja a la escritura manual de un niño.
Una versión TrueType de Kristen se suministra en Microsoft Office 2000.